# 伊東光一
伊東 光一（いとう こういち、1907年7月8日 - 没年不詳）は、日本の俳優。本名は前島 昌彦（まえじま まさひこ）。大映の名脇役の一人である。

## 来歴・人物
1907年7月8日、静岡県伊東市に生まれる。実家は医院を経営していた。
1925年、錦城商業学校（現在の錦城学園高等学校）を卒業。1932年、松竹蒲田撮影所に入社。後に松竹大船撮影所に移り、大部屋俳優として多数の作品に脇役として出演する。
1946年2月に上原謙の一座に入り、共に実演の舞台にも立っていたが、その後は大映に移籍し、1971年の大映倒産まで脇役として長く活躍する。その後は東京俳優生活協同組合に所属し、出演を続けたが、
1976年10月7日にフジテレビが放映したテレビドラマ『同心部屋御用帳 江戸の旋風II』第28話「十手の重み」に出演して以降の出演作品が見当たらず、以後の消息は不明である。没年不詳。

## 出演作品

### 映画
- 西海岸の娘達（1938年）
- 開戦の前夜（1943年）
- 二死満塁（1946年）
- 今宵妻となりぬ（1948年）
- 鉄拳の街（1947年）
- 土曜夫人（1948年）
- オリオン星座（1948年）
- 幽霊塔（1948年）
- 毒薔薇（1949年）
- 流れる星は生きている（1949年）
- 歌の明星（1949年）
- 誰が私を裁くのか（1951年）
- 五十円横町（1955年）
- 浅草の鬼（1955年）
- 誘拐魔（1955年）
- 東京犯罪地図（1956年）
- 火花（1956年）
- 四十八歳の抵抗（1956年）
- 第三非常線（1956年）
- 慕情の河（1957年）
- 忘れじの午後8時13分（1957年）
- 満員電車（1957年）
- 名犬物語 吠えろシェーン（1957年）
- 妻こそわが命（1957年）
- 夜の蝶（1957年）
- 透明人間と蝿男（1957年）
- 穴（1957年）
- 冥土の顔役（1957年）
- 暖流（1957年）
- 日露戦争勝利の秘史 敵中横断三百里（1957年）
- 新婚七つの楽しみ（1958年）
- 大都会の午前三時（1958年）
- 氷壁（1958年）
- 巨人と玩具（1958年）
- 素っ裸の青春（1958年）
- 夜の素顔（1958年）
- 消された刑事（1958年）
- 都会の牙（1959年）
- 氾濫（1959年）
- いつか来た道（1959年）
- 電話は夕方に鳴る（1959年）
- 鍵（1959年）
- 海軍兵学校物語 あゝ江田島（1959年）
- 貴族の階段（1959年）
- 野火（1959年）
- 闇を横切れ（1959年）
- 旅情（1959年）
- 黒い樹海（1960年）
- 拳銃の掟（1960年）
- セクシー・サイン 好き好き好き（1960年）
- 流転の王妃（1960年）
- からっ風野郎（1960年）
- 勝利と敗北（1960年）
- すれすれ（1960年）
- 犯罪6号地（1960年）
- 女妖（1960年）
- 俺の涙は甘くない（1960年）
- おとうと（1960年）
- 偽大学生（1960年）
- 時の氏神 新夫婦読本（1960年）
- 轢き逃げ族（1960年）
- 犯行現場（1960年）
- 弾痕街の友情（1960年）
- 恋にいのちを（1961年）
- 黒い十人の女（1961年）
- 女の勲章（1961年）
- 献身（1961年）
- 強くなる男（1961年）
- うるさい妹たち（1961年）
- 誘拐（1962年）
- 黒の試走車（1962年）
- 真昼の罠（1962年）
- 女の一生（1962年）
- 風神雷神（1962年）
- 禁断（1962年）
- 黒の報告書（1963年）
- 背広の忍者（1963年）
- 停年退職（1963年）
- 嘘（1963年）
- 夜の配当（1963年）
- わたしを深く埋めて（1963年）
- ぐれん隊純情派（1963年）
- 囁く死美人（1963年）
- 風速七十五米（1963年）
- 黒の商標（1963年）
- 巨人 大隈重信（1963年）
- 喧嘩犬（1964年）
- 夜の勲章（1965年）
- 若親分出獄（1965年）
- 妻の日の愛のかたみに（1965年）
- 学生仁義（1965年）
- 銭のとれる男（1966年）
- わが愛を星に祈りて（1966年）
- ガメラシリーズ
  - 大怪獣決闘 ガメラ対バルゴン（1966年）
  - 大怪獣空中戦 ガメラ対ギャオス（1967年）
- 陸軍中野学校シリーズ
  - 陸軍中野学校（1966年）
  - 陸軍中野学校 竜三号指令（1967年）
- 白い巨塔（1966年）
- 夜の罠（1967年）
- 若親分を消せ（1967年）
- 妻二人（1967年）
- 砂糖菓子が壊れるとき（1967年）
- 監獄への招待（1967年）
- 毒薬の匂う女（1967年）
- ある殺し屋の鍵（1967年）
- 夜の縄張り（1967年）
- 大悪党（1968年）
- ジェットF104脱出せよ（1968年）
- 不信のとき（1968年）
- 女賭博師
  - 女賭博師みだれ壷（1968年）
  - 女賭博師さいころ化粧（1969年）
- あゝ海軍（1969年）
- 女体（1969年）
- あゝ陸軍隼戦闘隊（1969年）
- 天狗党（1969年）
- 続・いそぎんちゃく（1970年）
- でんきくらげ（1970年）
- やくざ絶唱（1970年）
- 皆殺しのスキャット（1970年）
- 男一匹ガキ大将（1971年）
- 高校生心中 純愛（1971年）
- 君は海を見たか（1971年）
- 日本沈没（1973年） - 外務大臣[5]
- 華麗なる一族（1974年）
- あにいもうと（1976年）

### テレビドラマ
- 海の非常線（1959年）
- 悪魔の掌の上で（1960年）
- 東京タワーは知っている
  - 第8話「子ブタ物語」（1960年）
  - 第9話「海路幸あれ」（1960年）
- 黒いパトカー（1961年）
- 土曜日の虎 第2話（1966年）
- 白い牙 第22話（1974年）
- 丹下左膳 乾坤篇（1974年）
- 華麗なる一族（1975年）
- 特別機動捜査隊 第709話「華麗なる殺人計画」（1975年）
- 同心部屋御用帳 江戸の旋風II 第28話「十手の重み」（1976年）